# Johan Norman Hansen
Erik Kjeldsen (27 de desembre de 1890 - ?) va ser un ciclista danès que es dedicà principalment al ciclisme en pista. Va competir de manera amateur i va guanyar la medalla de bronze al Campionat del món de velocitat amateur de 1921 per darrere dels seus compatriotes Henry Brask Andersen i Erik Kjeldsen.

## Palmarès
- 1919
  -  Campió de Dinamarca amateur en la milla